# Tony Leondis
Tony Leondis est un acteur, scénariste, animateur et réalisateur américain né le 24 mars 1972 à New York.

## Filmographie

### Réalisateur
- 2005 : Lilo et Stitch 2
- 2008 : Igor
- 2011 : Kung Fu Panda : Les Secrets des Maîtres
- 2017 : Le Monde secret des Emojis

### Scénariste
- 2000 : La Route d'Eldorado co-écrit avec Ted Elliott
- 2005 : Lilo et Stitch 2 co-écrit avec Michael LaBash
- 2005 : Kuzco 2 co-écrit avec Michael LaBash
- 2008 : Igor scénario additionnel
- 2017 : Le Monde secret des Emojis co-écrit avec Eric Siegel et Mike White

### Acteur
- 2008 : Igor : le quatrième fan du Killiseum
- 2011 : Kung Fu Panda : Les Secrets des Maîtres : le crocodile

### Animateur
- 1998 : Le Roi lion 2
- 1998 : Le Prince d'Égypte
- 2004 : La ferme se rebelle

### Storyboardeur
- 2000 : La Route d'Eldorado